# قضاء جبيل
قضاء جبيل هو أحد أقضية محافظة جبل لبنان الستة، يمتد من مجرى نهر إبراهيم في الجنوب حتى مجرى النهر المدفون في الشمال، ومن ساحل البحر غربا، حتى قمم السلسلة الغربية لجبال لبنان حيث يرتفع إلى 2300 متر شرقا، بمساحة تزيد على ال 430 كيلومترا مربعا. تحده من الشمال محافظة الشمال عند قضاء البترون ومن الشرق قضاء بعلبك ومن الغرب سواحل البحر الأبيض المتوسط و من الجنوب قضاء كسروان. أغلب سكان قضاء جبيل من الموارنة .

## جغرافيته
يتميز قضاء جبيل بتنوعه حيث يبدأ من ارتفاع 0م في الساحل ويرتفع إلى ال2000 متر وما فوق في الشرق ومن القضاء يبدأ جبل المنيطرة بالارتفاع حيث يصل إلى ارتفاع 2911 متر في الشمال وبالإضافة إلى اللقلوق الذي يرتفع بين 1700 و 2200 متر قريبا إلى قضاء البترون. ويتواجد في القضاء غابة أرز جاج التي تحتوي على الأرز الذي كان يصدره الفينيقيون، ومكان تزلج في اللقلوق.

## ديموغرافيا
غالبية سكان القضاء هم من الكاثوليك الموارنة، يليهم أقلية من الطائفة الشيعية. يتركز الموارنة في أكبر مدن القضاء وهي في جبيل، وقرطبا، عاقورة وعمشيت. ويعيش معظم المسلمين الشيعة في وادي نهر إبراهيم، ولا سيما في قرى الماط، وراس اسطا، وحجولا، وفيدار، ولاسا، ومزرعة السياد. تشكل الأقلية الأرثوذكسية جزءًا هاماً من السكان وتنتشر بين عدة قرى تعرف محلياً باسم قرنة الروم. والقرى التي تشكل قرنة الروم هي منصف وجدايل وحلو وبربارة وغرزوز وريحانة وشيخان.
يمتلك قضاء جبيل ثلاثة مقاعد مخصصة له في البرلمان اللبناني. ويخصص اثنان من هذه المقاعد للكاثوليك الموارنة، بينما يخصص المقعد الآخر للمسلمين الشيعة. اعتباراً من عام 2009 ، كان المكون الديني لمنطقة جبيل البالغ عددهم 75,584 ناخباً حوالي 70% من الموارنة الكاثوليك وحوالي 19% من المسلمين الشيعة وحوالي 5% من الروم الأرثوذكس.

## أعلام
- يارا خوري مخايل
- يوسف أبي رزق